# Suffer Well
Suffer Well – trzeci singel z płyty Playing the Angel, wydany 27 marca 2006 roku. Jest to pierwszy singel do którego tekst został napisany przez Dave'a Gahana. B-Side tego singla to Better Days. Teledysk został wyprodukowany przez Antona Corbijna, był to jego pierwszy teledysk dla Depeche Mode od czasów singla Useless w 1997 roku. Zespół za wykonanie, dostał nagrodę Grammy.
Utwór ten, po uprzednim przetłumaczeniu go na fikcyjny język Simlish, został dodany do ścieżki dźwiękowej gry The Sims 2 w dodatku Własny biznes.
W utworze pojawia się kilka razy solo grane na gitarze basowej.

## WydaniaMute Records
CD CDBONG37
1. „Suffer Well” – 2:47
2. „Better Days” – 2:28

- CD LCDBONG37

1. „Suffer Well” (Tiga Remix) – 6:28
2. „Suffer Well” (Narcotic Thrust Vocal Dub) – 6:44
3. „Suffer Well” (Alter Ego Remix) – 6:14
4. „Suffer Well” (M83 Remix) – 4:31
5. „Suffer Well” (Metope Vocal Remix) – 6:28
6. „Suffer Well” (Metope Remix) – 6:53

- DVD DVDBONG37

1. „Suffer Well” (video) – 3:50
2. „Suffer Well” (Alter Ego Dub)
3. „Better Days” (Basteroid „Dance Is Gone” Vocal Mix) – 7:09

- 7" BONG37 scheduled for release 3 April 2006

1. „Suffer Well” (Metope Vocal Remix) – 6:28
2. „The Darkest Star” (Monolake Remix) – 5:54

- 12" 12BONG37 scheduled for release 10 April 2006

1. „Suffer Well” (Tiga Remix) – 6:28
2. „Suffer Well” (Tiga Dub) – 5:29
3. „Suffer Well” (Narcotic Thrust Vocal Dub) – 6:44

- 12" L12BONG37 scheduled for release 10 April 2006

1. „Suffer Well” (Metope Remix) – 6:53
2. „Suffer Well” (Metope Vocal Remix) – 6:28
3. „Suffer Well” (M83 Remix) – 4:31
4. „Better Days” (Basteroid „Dance Is Gone” Vocal Mix) – 7:09

### Wydania promocyjne
- CD PCDBONG37

1. „Suffer Well” – 3:50
2. „Suffer Well” (Tiga Remix) – 6:28
3. „Suffer Well” (Tiga Dub) – 5:29
4. „Suffer Well” (Narcotic Thrust Vocal Dub) – 6:44
5. „Suffer Well” (Alter Ego Remix) – 6:14
6. „Suffer Well” (Metope Remix) – 6:53
7. „Suffer Well” (Metope Vocal Remix) – 6:28
8. „Suffer Well” (M83 Remix) – 4:31
9. „Suffer Well” (M83 Instrumental) – 4:42
10. „Better Days” (Basteroid „Dance Is Gone” Vocal Mix) – 7:09
11. „Better Days” (Basteroid „Dance Is Gone” Remix) – 7:10

- CD RCDBONG37

1. „Suffer Well” (single version) – 2:47
2. „Suffer Well” – 3:50

- 12" P12BONG37

1. „Suffer Well” (Tiga Remix) – 6:28
2. „Suffer Well” (Tiga Dub) – 5:29
3. „Suffer Well” (Narcotic Thrust Vocal Dub) – 6:44

- 12" PL12BONG37

1. „Suffer Well” (Metope Remix) – 6:53
2. „Suffer Well” (Metope Vocal Remix) – 6:28
3. „Suffer Well” (M83 Remix) – 4:31
4. „Better Days” (Basteroid „Dance Is Gone” Vocal Mix) – 7:09

- 12" PXL12BONG37

1. „The Darkest Star” (Holden Remix) – 7:47
2. „The Darkest Star” (Holden Dub) – 7:56

## Twórcy

### Depeche Mode
- David Gahan – wokale główne
- Martin Gore – gitara basowa, chórki
- Andrew Fletcher – syntezator

### Pozostali
- Dave McCracken – programowanie
- Richard Morris – programowanie